# Okrug Navajo, Arizona
Navajo, okrug na sjeveroistoku Arizone utemeljen 21. ožujka 1895. na području prethodnog okruga Yavapai da bi od 1879. pripao području okruga Apache. Okrug Navajo prostire se na 25,795 km² (9,959 mi²), od čega gotovo 66% pripada indijanskim rezervatima a ima 97,470 stanovnika (2000.) Sjeverni i središnji predjelima pripadaju rezervatima Navaho i Hopi, a krajnji jug rezervatu White Mountain ili Fort Apache, tako da veliki dio stanovništva čine pripadnici plemena Hopi, Navaho i White Mountain Apači. Sjedište mu je grad Holbrook, utemeljen još 1881. kao pogranični grad kauboja, rančera i željezničara, i udaljen svega 28 milja od  'Okamenjene šume' , odnosno nacionalnog parka Petrified Forest.
Na sjeveru okruga nalazi se Kayenta, osnovana 1909. kao trgovačka postaja, a sada je ulaz za Monument Valley (Dolina spomenika), poznatom lokacijom kod snimanja 'western'-filmova. Gradovi niću 1870.-tih. Show Low 1870; Pinetop-Lakeside, nastao ujedinjenjem dva grada u jedan 1984. nalazi se u slikovitom području planina White Mountains na 2,200 metara visine (7,200 stopa), poznato je izletište za rekreativne aktivnosti. Snowflake ili 'snježna pahulja' pošteđen je od surovih zima i ime je dobio po mormonskim vođama Erastus Snowu, rođen 1818. u St. Johnsburyju, i William Jordan Flakeu iz Sjeverne Karoline zatvaranom zbog poligamije. Gradić Taylor svoje temelje dobiva još 1878. a na njegovo sadašnje područje, na Silver Creek, prvi dolazi u hladnom zimskom siječnju James Pearce sa svojom suprugom Mary Jane, nakon čega im se dva mjeseca kasnije pridružuju i John Henry Standifird s trinaestogodišnjom kćerkom Anne. James je ovdje zasadio stabla bresaka i šljiva od kojih neka još daju plod (vidi  Arhivirana inačica izvorne stranice od 17. studenoga 2007. (Wayback Machine)).

## Gradovi i naselja
Cibecue, Greasewood, Heber, Holbrook (okružno središte), Joseph City, Kayenta, Keams Canyon, Kykotsmovi, Pinetop-Lakeside, Pinon, Polacca, Second Mesa, Shongopovi, Shonto, Show Low, Snowflake, Taylor, Whiteriver.

## Vanjske poveznice
- Navajo County  Arhivirana inačica izvorne stranice od 11. rujna 2007. (Wayback Machine)